# Crotalaria reclinata
Crotalaria reclinata är en ärtväxtart som beskrevs av Roger Marcus Polhill. Crotalaria reclinata ingår i släktet sunnhampor, och familjen ärtväxter. Inga underarter finns listade i Catalogue of Life.